# Dicranomyia (Dicranomyia) michaeli
Dicranomyia (Dicranomyia) michaeli is een tweevleugelige uit de familie steltmuggen (Limoniidae). De soort komt voor in het Palearctisch gebied.